# Regierung Lyons I

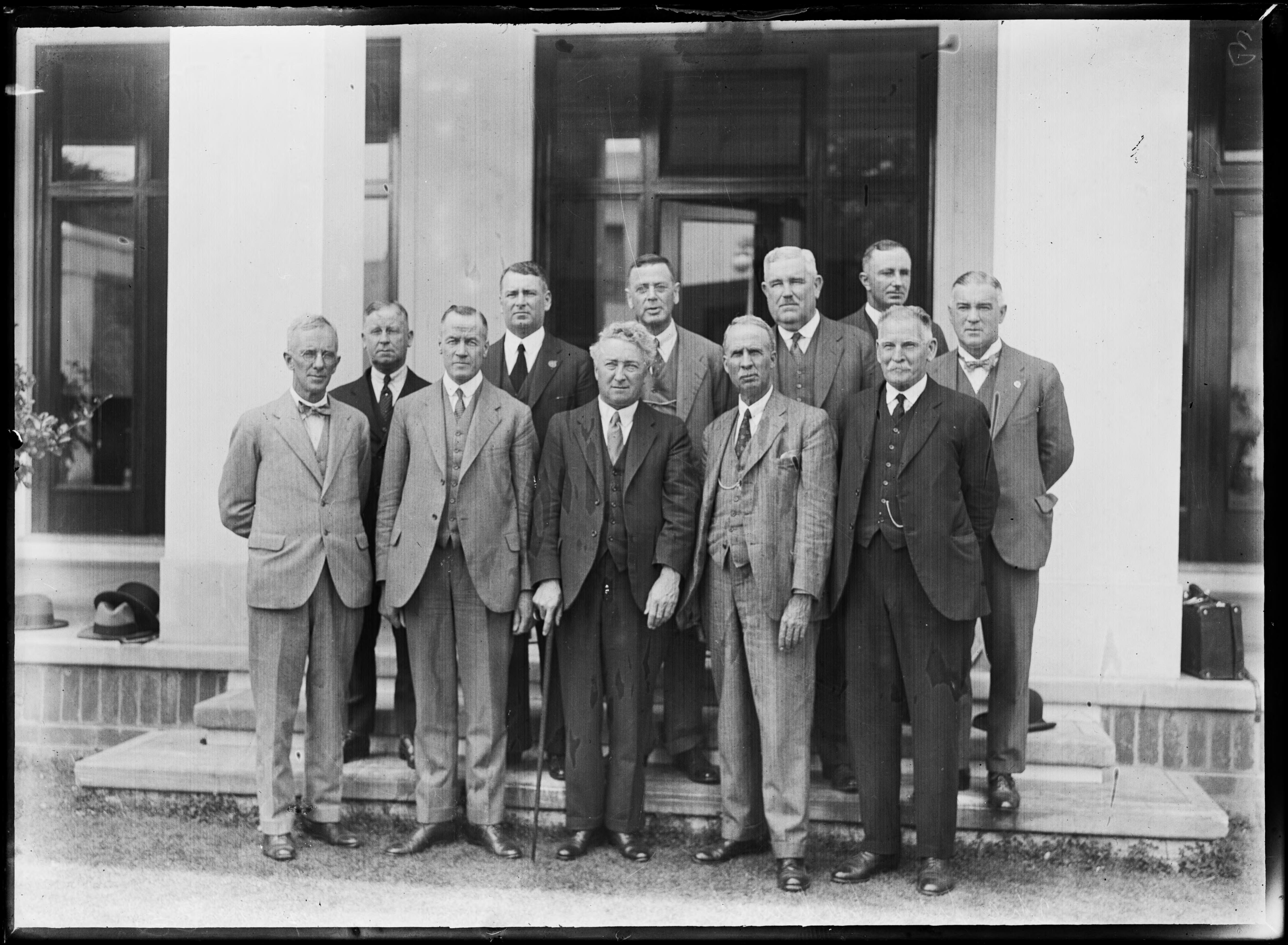
Regierung Lyons I: (hinten von links) Archdale Parkhill, Josiah Francis, John Perkins, Alexander McLachlan, Charles Hawker, Charles Marr, (vorn von links) Henry Gullett, John Latham, Joseph Lyons, George Pearce, James Fenton

Die Regierung Lyons I regierte Australien vom 6. Januar 1932 bis zum 7. November 1938. Bis zum 9. November 1934 war es eine Minderheitsregierung der United Australia Party, dann trat die Country Party in die Regierung ein.
Die Vorgängerregierung stellte die Labor Party unter Premierminister James Scullin. Nach einer Abstimmungsniederlage im Parlament rief Scullin am 19. Dezember 1931 Neuwahlen aus. Die Labor Party erlitt eine deutliche Niederlage und kam nur noch auf 15 Sitze. Die neue Minderheitsregierung stellte die United Australia Party, eine Vereinigung der Nationalist Party mit den ausgetretenen Abgeordneten des rechten Laborflügels, unter Premierminister Joseph Lyons, die über 34 der 76 Parlamentsmandate verfügte. Bei der Parlamentswahl am 15. September 1934 verlor die UAP 7 Sitze und erhielt 27 Mandate, Country Party verlor 4 Sitze und erhielt 12 Mandate. Zusammen verfügten beide über eine Mehrheit der 75 Sitze. Am 9. November 1934 trat die Country Party in die Regierung ein. Bei der Parlamentswahl am 23. Oktober 1937 hielt die Country ihre Sitze, die United Australia Party gewann einen Sitz dazu. Auch die Nachfolgeregierung war eine Koalition von beiden Parteien unter Premierminister Lyons.

## Ministerliste
| Amt                                                                              | Minister                 | Partei | Amtszeit                               | Bild |
| -------------------------------------------------------------------------------- | ------------------------ | ------ | -------------------------------------- | ---- |
| Premierminister                                                                  | Joseph Lyons             | UAP    | 6. Januar 1932 – 7. November 1938      |      |
| Schatzminister                                                                   | Joseph Lyons             | UAP    | 6. Januar 1932 – 3. Oktober 1935       |      |
| Schatzminister                                                                   | Richard Casey            | UAP    | 3. Oktober 1935 – 7. November 1938     |      |
| Generalstaatsanwalt                                                              | John Latham              | UAP    | 6. Januar 1932 – 12. Oktober 1934      |      |
| Generalstaatsanwalt                                                              | Robert Menzies           | UAP    | 12. Oktober 1934 – 7. November 1938    |      |
| Außenminister                                                                    | John Latham              | UAP    | 6. Januar 1932 – 12. Oktober 1934      |      |
| Außenminister                                                                    | George Pearce            | UAP    | 12. Oktober 1934 – 29. November 1937   |      |
| Außenminister                                                                    | Billy Hughes             | UAP    | 29. November 1937 – 7. November 1938   |      |
| Industrieminister                                                                | John Latham              | UAP    | 6. Januar 1932 – 12. Oktober 1934      |      |
| Industrieminister                                                                | George Pearce            | UAP    | 12. Oktober 1934 – 29. November 1937   |      |
| Verteidigungsminister                                                            | George Pearce            | UAP    | 12. Oktober 1934 – 12. Oktober 1934    |      |
| Verteidigungsminister                                                            | Archdale Parkhill        | UAP    | 12. Oktober 1934 – 20. November 1937   |      |
| Verteidigungsminister                                                            | Joseph Lyons             | UAP    | 20. November 1937 – 29. November 1937  |      |
| Verteidigungsminister                                                            | Harold Thorby            | CP     | 29. November 1937 – 7. November 1938   |      |
| Minister für Handel und Zölle                                                    | Henry Somer Gullett      | UAP    | 6. Januar 1932 – 14. November 1933     |      |
| Minister für Handel und Zölle                                                    | Thomas White             | UAP    | 14. November 1933 – 7. November 1938   |      |
| Generalpostmeister                                                               | James Fenton             | UAP    | 6. Januar 1932 – 13. Oktober 1932      |      |
| Generalpostmeister                                                               | Archdale Parkhill        | UAP    | 13. Oktober 1932 – 12. Oktober 1934    |      |
| Generalpostmeister                                                               | Alexander McLachlan      | UAP    | 12. Oktober 1934 – 7. November 1938    |      |
| Minister für Arbeit und Eisenbahn                                                | Charles Marr             | UAP    | 6. Januar 1932 – 12. April 1932        |      |
| Minister für Verkehr                                                             | Archdale Parkhill        | UAP    | 6. Januar 1932 – 12. April 1932        |      |
| Innenminister                                                                    | Archdale Parkhill        | UAP    | 6. Januar 1932 – 13. Oktober 1932      |      |
| Innenminister                                                                    | John Perkins             | UAP    | 13. Oktober 1932 – 12. Oktober 1934    |      |
| Innenminister                                                                    | Eric Harrison            | UAP    | 12. Oktober 1934 – 9. November 1934    |      |
| Innenminister                                                                    | Thomas Paterson          | CP     | 9. November 1934 – 29. November 1937   |      |
| Innenminister                                                                    | John McEwen              | CP     | 29. November 1937 – 7. November 1938   |      |
| Minister für Märkte                                                              | Charles Hawker           | UAP    | 6. Januar 1932 – 13. April 1932        |      |
| Wirtschaftsminister                                                              | Charles Hawker           | UAP    | 13. April 1932 – 23. September 1932    |      |
| Wirtschaftsminister                                                              | Joseph Lyons             | UAP    | 3. Oktober 1932 – 13. Oktober 1932     |      |
| Wirtschaftsminister                                                              | Frederick Harold Stewart | UAP    | 13. Oktober 1932 – 9. November 1934    |      |
| Wirtschaftsminister                                                              | Earle Page               | CP     | 9. November 1934 – 7. November 1938    |      |
| Minister für Repatriierung                                                       | Charles Hawker           | UAP    | 6. Januar 1932 – 12. April 1932        |      |
| Minister für Repatriierung                                                       | Charles Marr             | UAP    | 12. April 1932 – 12. Oktober 1934      |      |
| Minister für Repatriierung                                                       | Billy Hughes             | UAP    | 12. Oktober 1934 – 6. November 1935    |      |
| Minister für Repatriierung                                                       | Joseph Lyons             | UAP    | 6. November 1935 – 26. Februar 1936    |      |
| Minister für Repatriierung                                                       | Billy Hughes             | UAP    | 26. Februar 1936 – 29. November 1937   |      |
| Minister für Repatriierung                                                       | Earle Page               | CP     | 26. Februar 1936 – 7. November 1938    |      |
| Vizepräsident des Executive Council                                              | Alexander McLachlan      | UAP    | 6. Januar 1932 – 12. Oktober 1934      |      |
| Vizepräsident des Executive Council                                              | Billy Hughes             | UAP    | 12. Oktober 1934 – 6. November 1935    |      |
| Vizepräsident des Executive Council                                              | Joseph Lyons             | UAP    | 6. November 1935 – 29. November 1937   |      |
| Vizepräsident des Executive Council                                              | Billy Hughes             | UAP    | 29. November 1937 – 7. November 1938   |      |
| Minister für Territorien                                                         | Charles Marr             | UAP    | 6. Januar 1932 – 24. Mai 1934          |      |
| Minister für Territorien                                                         | Harry Lawson             | UAP    | 24. Mai 1934 – 12. Oktober 1934        |      |
| Minister für Territorien                                                         | George Pearce            | UAP    | 12. Oktober 1934 – 29. November 1937   |      |
| Minister für Territorien                                                         | Billy Hughes             | UAP    | 29. November 1937 – 6. November 1935   |      |
| Minister für Entwicklung und Forschung                                           | Alexander McLachlan      | UAP    | 6. Januar 1932 – 29. November 1937     |      |
| Minister für Entwicklung und Forschung                                           | Richard Casey            | UAP    | 29. November 1937 – 7. November 1938   |      |
| Minister für Veteranenunterkünfte                                                | Josiah Francis           | UAP    | 6. Januar 1932 – 9. November 1934      |      |
| Minister für Veteranenunterkünfte                                                | Harry Foll               | UAP    | 29. November 1937 – 7. November 1938   |      |
|                                                                                  |                          |        |                                        |      |
| Minister ohne Portfolio für Veteranenunterkünfte                                 | Harold Thorby            | CP     | 9. November 1934 – 11. September 1936  |      |
| Minister ohne Portfolio für Veteranenunterkünfte                                 | James Hunter             | CP     | 11. September 1936 – 29. November 1937 |      |
| Minister ohne Portfolio                                                          | Stanley Bruce            | UAP    | 23. Juni 1932 – 26. September 1932     |      |
| Minister ohne Portfolio                                                          | Charles Marr             | UAP    | 12. Oktober 1934 – 9. November 1934    |      |
| Minister ohne Portfolio, London                                                  | Stanley Bruce            | UAP    | 26. September 1932 – 6. Oktober 1933   |      |
| Minister verantwortlich für den königlichen Besuch                               | Charles Marr             | UAP    | 9. November 1934 – 31. Dezember 1934   |      |
| stellvertretender Schatzminister                                                 | Stanley Bruce            | UAP    | 6. Januar 1932 – 29. Juni 1932         |      |
| stellvertretender Schatzminister                                                 | Richard Casey            | UAP    | 12. Oktober 1934 – 3. Oktober 1935     |      |
| Assistant Minister im Schatzministerium                                          | Walter Massy-Greene      | UAP    | 6. Januar 1932 – 25. September 1933    |      |
| Assistant Minister im Schatzministerium                                          | Richard Casey            | UAP    | 25. September 1933 – 12. Oktober 1934  |      |
| Assistant Minister im Schatzministerium                                          | Harry Lawson             | UAP    | 17. Oktober 1933 – 12. Oktober 1934    |      |
| Minister ohne Portfolio zur Unterstützung des Schatzministers                    | Victor Thompson          | CP     | 26. Juni 1931 – 6. Januar 1932         |      |
| Minister ohne Portfolio zur Unterstützung des Industrieministers                 | Tom Brennan              | UAP    | 9. November 1934 – 29. November 1937   |      |
| Assistant Minister für Verteidigung                                              | Josiah Francis           | UAP    | 6. Januar 1932 – 12. Oktober 1934      |      |
| Assistant Minister für Handel und Zölle                                          | John Perkins             | UAP    | 6. Januar 1932 – 13. Oktober 1932      |      |
| Assistant Minister für Handel und Zölle                                          | Allan Guy                | UAP    | 13. Oktober 1932 – 12. Oktober 1934    |      |
| Minister ohne Portfolio zur Unterstützung des Ministers für Handel und Zölle     | John Perkins             | UAP    | 29. November 1937 – 7. November 1938   |      |
| Minister ohne Portfolio für das Aushandeln von Handelsverträgen                  | Henry Somer Gullett      | UAP    | 12. Oktober 1934 – 11. März 1937       |      |
| Minister ohne Portfolio, Vertreter des Generalpostmeisters im Repräsentantenhaus | James Hunter             | CP     | 9. November 1934 – 1. September 1935   |      |
| Minister ohne Portfolio zur Unterstützung des Innenministers                     | James Hunter             | CP     | 23. September 1935 – 29. November 1937 |      |
| Minister ohne Portfolio zur Unterstützung des Innenministers                     | Victor Thompson          | CP     | 1. Februar 1938 – 7. November 1938     |      |
| Minister ohne Portfolio zur Unterstützung des Wirtschaftsministers               | Tom Brennan              | UAP    | 12. Oktober 1934 – 29. November 1937   |      |
| Minister ohne Portfolio zur Unterstützung des Wirtschaftsministers               | Harold Thorby            | CP     | 1. September 1935 – 29. November 1937  |      |
| Minister ohne Portfolio zur Unterstützung des Wirtschaftsministers               | James Hunter             | CP     | 18. März 1937 – 25. Juli 1937          |      |
| Minister ohne Portfolio zur Unterstützung des Wirtschaftsministers               | Allan MacDonald          | UAP    | 20. November 1337 – 7. November 1938   |      |
| Minister ohne Portfolio zur Unterstützung des Wirtschaftsministers               | Archie Cameron           | CP     | 20. November 1337 – 7. November 1938   |      |
| Minister ohne Portfolio zur Unterstützung des Ministers für Repatriierung        | Josiah Francis           | UAP    | 12. Oktober 1934 – 9. November 1934    |      |
| Minister ohne Portfolio zur Unterstützung des Ministers für Repatriierung        | Harold Thorby            | CP     | 9. November 1934 – 1. September 1935   |      |
| Minister ohne Portfolio zur Unterstützung des Ministers für Repatriierung        | James Hunter             | CP     | 1. September 1935 – 29. November 1937  |      |
| Minister der den Regierungschef im Senat unterstützt                             | Walter Massy-Greene      | UAP    | 6. Januar 1932 – 23. Juli 1932         |      |